# Terrence Williams
Terrence Williams (nascut el 28 de juny de 1987 en Seattle, Washington) és un jugador de bàsquet estatunidenc que pertany al planter dels New Jersey Nets de l'NBA. Amb 1,98 metres d'alçada, juga en la posició d'escorta.